# Ferndale (Wales)
Ferndale (walisisch Glynrhedynog) ist eine Kleinstadt im Rhondda Valley im County Borough Rhondda Cynon Taf in Wales.
Die ehemalige Bergarbeiterstadt liegt im oberen Tal des Rhondda Fach auf einem Vorsprung des Berghangs oberhalb des rechten, westlichen Ufer des Flusses. Die 300 m hoch gelegene Stadt ist die am höchsten gelegene Stadt in Rhondda Cynon Taf. Durch ihre Lage im oberen Tal und durch die felsige, bewaldete Umgebung liegt sie im Gegensatz zu vielen anderen Siedlungen im Rhondda Valley isoliert.

## Geschichte
Noch 1847 befanden sich an der Stelle der Stadt nur zwei kleine, von Wiesen und Wäldern umgebene Bauernhöfe. Der Name Ferndale ist eine Übersetzung des walisischen Namens Glyn Rhedynog, was mit Farn bewachsenes Tal bedeutet, und wurde erstmals in den 1860er Jahren von dem Unternehmer David Davis benutzt, als er einen Schacht für ein Kohlebergwerk anlegte. Während die ersten 40 Bergleute des Bergwerks noch in einem gemeinsamen Haus gelebt hatten, wurde, wie fast überall im Rhondda Valley, die Wohnungssituation durch den Zustrom von weiteren Arbeitern zum Problem. Noch 1867 wohnte der Großteil der damals 800 Einwohner in einfachen Holzhütten. Erst nach dem Zuzug weiterer Arbeiter begann die Bergwerksgesellschaft mit der Errichtung von einfachen, steinernen Reihenhäusern. 1867 und 1869 kam es in der Ferndale Colliery zu zwei größeren Grubenunglücken, bei denen 178 bzw. 53 Bergleute starben.
Ferndale wurde rasch zur größten Siedlung von Rhondda Fach, an der Straße The Strand entstand ein Geschäftszentrum. 1891 wurde ein Krankenhaus errichtet. In der Stadt wurden mehrere nonkonformistische Kirchen und Kapellen errichtet, darunter 1867 die Trerhondda Chapel und 1880 die Wesleyan Methodist Chapel, die 1893 nach einem Brand neu errichtet wurde. Zur Naherholung wurde der Darran Park sowie ein Freibad angelegt, dazu wurde eine öffentliche Bibliothek und ein Bildungshaus der Arbeiterbewegung errichtet.
Bereits nach dem Ersten Weltkrieg begann der Niedergang des Bergwerks, 1959 wurde das Bergwerk geschlossen.

## Verkehr
Ferndale ist durch die A4233 mit Porth im Süden und Aberdare im Cynon Valley verbunden, während eine weitere Straße über Penrhys nach Treorchy und Tonypandy ins westlich gelegene Tal des Rhondda Fawr führt.

## Söhne und Töchter der Stadt
- Stanley Baker (1928–1976), Schauspieler
- Brian Bedford (1933–2022), Fußballspieler
- Stuart Richardson (* 1973), Rockmusiker
- Meirion James Trow (* 1949), Schriftstellerin